# سيارة الطوارئ

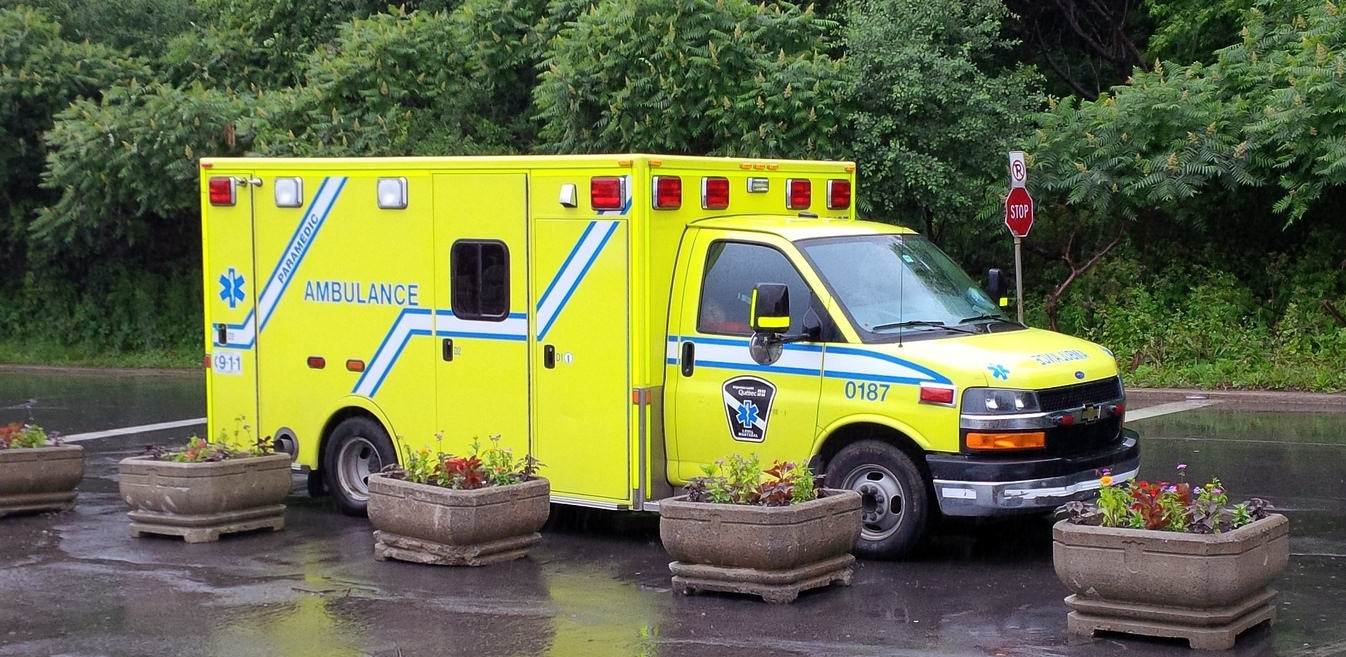

سيارة الطوارئ أو عربة الطوارئ (بالإنجليزية: emergency vehicle)‏ هي أي مركبة تم تصميمها وتوظيفها للاستجابة الطارئة في الحالات المهددة للحياة. وعادة ما يتم تشغيل هذه المركبات من قبل وكالات معينة، وغالبا ما تكون جزءا من الحكومة، ولكن أيضا تديرها الجمعيات الخيرية والمنظمات غير الحكومية وبعض الشركات التجارية.
في كثير من الأحيان يسمح القانون لسيارات الطوارئ بكسر قواعد الطريق التقليدية من أجل الوصول إلى وجهاتهم في أسرع وقت ممكن، مثل القيادة من خلال تقاطع عندما يكون ضوء المرور الأحمر، أو تجاوز الحد الأقصى للسرعة. في بعض الولايات في أمريكا، ومع ذلك، لا يزال يمكن رفع دعوى ضد سائق سيارة الطوارئ إذا كان السائق يظهر "تجاهل متهورة لسلامة الآخرين.